# Nilsen Brothers
Die Nilsen Brothers est un trio de schlager.

## Histoire
Josef "Pepe" Ederer, Gerd Gudera et Walter Leykauf remportent le concours d'une émission de Peter Frankenfeld sur la Bayerischer Rundfunk et signent un premier contrat. En 1959, ils produisent une version en allemand de Tom Dooley du groupe jamaïcain The Kingston Trio, qui fut numéro un des ventes pendant sept semaines.
En 1965, Ederer compose et Gudera et Leykauf écrivent Aber dich gibt’s nur einmal für mich. La chanson devient par la suite un classique du "Schlager", reprise par Stefanie Hertel ou Die Flippers.
Les Nilsen Brothers se séparent en 1972. Le groupe se reforme peu après : à côté de Pepe Ederer, viennent Marco Ettisberger qui a déjà une carrière en Suisse sous le nom de "Marc Holder", et Ralph Cottiati, avec qui ils forment le duo suisse "Marc & Ralph". En 2005, le trio publie l'album Vergiss nie deine Träume avec une nouvelle version de Aber dich gibt’s nur einmal für mich et Mein Schatz, ich hab’ dich heut noch lieb.

## Source de la traduction
- (de) Cet article est partiellement ou en totalité issu de l’article de Wikipédia en allemand intitulé « Nilsen Brothers » (voir la liste des auteurs).